# نانسی ویلسون (نوازنده گیتار)
نانسی ویلسون (انگلیسی: Nancy Wilson؛ زادهٔ ۱۶ مارس ۱۹۵۴) گیتارنواز، ترانه‌سرا، خواننده و موسیقی‌دان راک اهل ایالات متحده آمریکا است. او و خواهرش آن، اعضای اصلی گروه هارت را تشکیل می‌دهند.